# Alejandro Bunge (Ökonom)

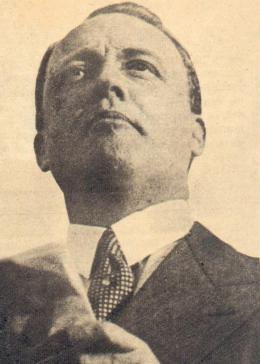
Alejandro Bunge

Alejandro Ernesto Bunge (* 8. Januar 1880 in Buenos Aires; † 24. Mai 1943 ebenda) war ein argentinischer Ökonom und Soziologe.

## Familie
Bunge kam aus einer wohlhabenden argentinischen Familie mit europäischen Wurzeln. Seine Mutter, María Luisa Arteaga (1853–1934), war Malerin und entstammte einer baskischen Händlerfamilie, die im 17. Jahrhundert nach Uruguay ausgewandert war. Sein Vater, Octavio Bunge (1844–1910), war Richter am Obersten Gerichtshof in Buenos Aires. Bunges Großvater väterlicherseits war Karl August Bunge Rauschenbusch (1804‒1849), der 1827 nach Argentinien kam, um den Posten des preußischen Generalkonsuls anzutreten.
Er ist der Bruder der Dichterin Delfina Bunge und Onkel des Physikers Mario Bunge.

## Leben
Von 1892 bis 1895 besucht Bunge eine jesuitische Schule in Buenos Aires. Als er seinem Vater den Wunsch äußerte, Priester zu werden, schickte der ihn zum Maschinenbaustudium nach Deutschland. Zwischen 1900 und 1903 studierte Bunge in Hainichen an der Königlich Sächsischen Technischen Hochschule. In Deutschland lernte er seine Frau Maria Margarita Schreiber kennen, das Paar hatte acht Kinder. Nachdem er Arbeitserfahrung in Spanien gesammelt hatte, kehrte Bunge um 1910 nach Buenos Aires zurück und arbeitete zunächst als Direktor im statistischen Büro des Arbeitsministeriums.
Im Jahr 1915 wurde er zum Direktor für nationale Statistik ernannt. In dieser Rolle, die er bis 1924 ausübte, war er verantwortlich für die ersten Berechnungen des Bruttoinlandsproduktes Argentiniens. Im Jahr 1918 gründete er die Zeitschrift Revista de Economía Argentina.
Bunge arbeitete zudem als Berater der Argentinischen Zentralbank und des Finanzministeriums sowie als Professor an den Universitäten La Plata und Buenos Aires. Zu seinen Schülern zählte Raúl Prebisch.
Bunge lehnte den klassischen Liberalismus ab und befürwortete eine protektionistische Wirtschaftspolitik. Während seines Studiums in Deutschland, war Bunge mit den Ideen des Ökonomen Friedrich List in Kontakt gekommen. Bunge sah klare Parallelen zwischen Deutschland und Argentinien und übertrug Lists Ideen auf die Situation in Lateinamerika. Im Jahr 1909 stellte er erstmals sein Konzept der Union Aduanera del Sud vor, eine Zollunion der südlichen Länder Lateinamerikas (Argentinien, Chile, Bolivien, Uruguay und Paraguay). Bunges Idee der Schaffung einer Zollunion in Südamerika wird als Vorläufer des Mercosur gesehen.
Bunges ökonomischen Schaffen und Denken wurde stets begleitet von seinen sozialkritischen Theorien. In den 1930er und 1940er Jahren wandte sich Bunge immer mehr konservativen, pronatalistischen und nationalistischen Ideen hin. Anhand seiner Statistiken versuchte er zu begründen, dass der „weißen Rasse“ Argentiniens das Verschwinden drohe. Ähnlich wie seine Schwester Delfina Bunge und deren Ehemann Manuel Gálvez, war er zunehmend antipositivistisch eingestellt. Er sah das kosmopolitische Buenos Aires als Inbegriff fehlender Moral und betonte die Wichtigkeit katholischer Spiritualität für die argentinische Gesellschaft, in deren Mitte eine kinderreiche, traditionelle Familie stehen sollte.

## Werke (Auswahl)
- Riqueza y renta de la Argentina (1917)
- Una gran unidad económica: La unión aduanera del Sud. In: Revista de Ciencias Económicas, 12 (135), 1929, 185–196.
- La economía argentina (vier Bände) (1930)
- Esplendor y decadencia de la raza blanca. In: Revista de Economía Argentina, 22, no. 259, 1940, 9–23.
- The Foundations of Peace. In: The Annals of the American Academy of Political and Social Science, Vol. 210, When War Ends, July 1940, S. 14–18.
- Una nueva Argentina (1940)